# Robert Stannard
Robert Stannard (Sydney, 16 settembre 1998) è un ciclista su strada australiano con cittadinanza neozelandese che corre per il team Bahrain Victorious; è professionista dal 2019.

## Biografia
È il fratello minore della ciclista Elizabeth Stannard.

## Carriera
Il 1º agosto 2023 è stato sospeso provvisoriamente dall'UCI per anomalie nel suo passaporto biologico, risalenti agli anni 2018 e 2019; il 4 giugno 2024 è stato squalificato retroattivamente per quattro anni, dal 17 agosto 2018 al 16 agosto 2022, con la cancellazione dei risultati ottenuti in quel periodo.

## Palmarès

### Strada
- 2017 (Mitchelton-Scott)

3ª tappa Rhône-Alpes Isère Tour (Genay (Metropoli di Lione) > Saint-Maurice-l'Exil)
- 2018 (Mitchelton-BikeExchange)

Giro del Belvedere
7ª tappa Tour de Bretagne (Saint-Pôtan > Dinan)
9ª tappa, 2ª semitappa Giro d'Italia Under-23 (Muro di Ca' del Poggio, cronometro)
Gran Premio Sportivi di Poggiana
Piccolo Giro di Lombardia
- 2022 (Alpecin-Deceuninck, una vittoria)

Classifica generale Giro di Vallonia

#### Altri successi
- 2017 (Mitchelton-Scott)

1ª tappa Toscana-Terra di ciclismo (Cinigiano, cronosquadre)
- 2018 (Mitchelton-BikeExchange)

Classifica giovani New Zealand Cycle Classic
- 2019 (Mitchelton-Scott)

1ª tappa Settimana Internazionale di Coppi e Bartali (Gatteo a Mare > Gatteo, cronosquadre)
- 2022 (Alpecin-Deceuninck)

Classifica a punti Giro di Vallonia
Classifica giovani Giro di Vallonia

## Piazzamenti

### Grandi Giri
- Tour de France

2025: 123º
- Vuelta a España

2020: 76º
2021: 119º
2022: 80º

### Classiche monumento
- Milano-Sanremo

2019: 120º
2020: 26º
2021: 28º
2022: non partito
2025: 50º
- Giro delle Fiandre

2019: ritirato
2021: 51º
- Parigi-Roubaix

2019: 69º
2021: 83º
- Liegi-Bastogne-Liegi

2022: 17º
2023: ritirato
2025: ritirato
- Giro di Lombardia

2020: 54º
2022: ritirato

### Competizioni mondiali
- Campionati del mondo su strada

Richmond 2015 - Cronometro Junior: 21º
Richmond 2015 - In linea Junior: 66º
Doha 2016 - Cronometro Junior: 11º
Doha 2016 - In linea Junior: 45º
Bergen 2017 - In linea Under-23: 44º
Innsbruck 2018 - In linea Under-23: 17º
Fiandre 2021 - In linea Elite: ritirato